# سيدار بارك
سيدار بارك (بالإنجليزية: Cedar Park, Texas) هي مدينة تقع بولاية تكساس في شمال شرق الولايات المتحدة. تأسست عام 1887، تبلغ مساحة هذه المدينة 58 (كم²)، وترتفع عن سطح البحر 276 م، بلغ عدد سكانها 59207 نسمة في عام 2013 حسب إحصاء مكتب تعداد الولايات المتحدة .

## التركيبة السكانية
حدّد مكتب تعداد الولايات المتحدة بيانات التركيبة السكانية لسيدار بارك في تعداد الولايات المتحدة. في ما يلي، التركيبة السكانية حسب تعدادي 2000 و2010.

### تعداد عام 2000
بلغ عدد سكان سيدار بارك 26,049 نسمة بحسب تعداد عام 2000، وبلغ عدد الأسر 8,621 أسرة وعدد العائلات 7,159 عائلة مقيمة في المدينة. في حين سجلت الكثافة السكانية 391.4 نسمة لكل كيلومتر مربع (1,013.7/ميل2). وبلغ عدد الوحدات السكنية 8,914 وحدة بمتوسط كثافة قدره 133.9 لكل كيلومتر مربع (346.8/ميل2).
وتوزع التركيب العرقي للمدينة بنسبة 86.41% من البيض و3.32% من الأمريكيين الأفارقة و0.34% من الأمريكيين الأصليين و2.61% من الأمريكيين ذوي الأصول الآسيوية و0.06% من سكان جزر المحيط الهادئ و5.10% من الأعراق الأخرى و2.16% من عرقين مختلطين أو أكثر و13.50% من الهسبانيون أو اللاتينيون من أي عرق.
بلغ عدد الأسر 8,621 أسرة كانت نسبة 55.3% منها لديها أطفال تحت سن الثامنة عشر تعيش معهم، وبلغت نسبة الأزواج القاطنين مع بعضهم البعض 70.3% من أصل المجموع الكلي للأسر، ونسبة 9.6% من الأسر كان لديها معيلات من الإناث دون وجود شريك، بينما كانت نسبة 3.2% من الأسر لديها معيلون من الذكور دون وجود شريكة وكانت نسبة 17% من غير العائلات. تألفت نسبة 12.5% من أصل جميع الأسر من عدة أفراد يعيشون في نفس المنزل ونسبة 2.1% كانت تتألف من شخص يعيش بمفرده يبلغ من العمر 65 عاماً أو أكثر. وبلغ متوسط حجم الأسرة المعيشية 3.00، أما متوسط حجم العائلات فبلغ 3.29.
بلغ العمر الوسطي للسكان 31.1 عاماً. وكانت نسبة 33.5% من القاطنين تحت سن الثامنة عشر، وكانت نسبة 6% بين الثامنة عشر والرابعة والعشرين عاماً، ونسبة 40.2% كانت واقعةً في الفئة العمرية ما بين الخامسة والعشرين والرابعة والأربعين عاماً، ونسبة 15.8% كانت ما بين الخامسة والأربعين والرابعة والستين، ونسبة 3.8% كانت ضمن فئة الخامسة والستين عاماً فما فوق. يوجد لكل 100 أنثى 98.1 ذكر، ويوجد لكل 100 أنثى في الثامنة عشر من عمرها فما فوق 95.5 ذكر.
بلغ متوسط دخل الأسرة في المدينة 68,503 دولارًا، أما متوسط دخل العائلة فبلغ 71,121 دولارًا. وكان متوسط دخل الذكور 50,016 دولارًا مقابل 32,125 دولارًا للإناث. وسجل دخل الفرد الخاص بالمدينة 24,960 دولارًا. وكانت نسبة 2.9% من العائلات ونسبة 3.8% من السكان تحت خط الفقر، وكان من هؤلاء نسبة 6.1% تحت سن الثامنة عشر ونسبة 0% في الخامسة والستين من العمر وما فوق.

### تعداد عام 2010
بلغ عدد سكان سيدار بارك 48,937 نسمة بحسب تعداد عام 2010، وبلغ عدد الأسر 17,817 أسرة وعدد العائلات 12,926 عائلة مقيمة في المدينة. في حين سجلت الكثافة السكانية 735.2 نسمة لكل كيلومتر مربع (1,904.2/ميل2). وبلغ عدد الوحدات السكنية 18,726 وحدة بمتوسط كثافة قدره 281.3 لكل كيلومتر مربع (728.6/ميل2).
وتوزع التركيب العرقي للمدينة بنسبة 81.36% من البيض و4.30% من الأمريكيين الأفارقة و0.47% من الأمريكيين الأصليين و5.07% من الأمريكيين ذوي الأصول الآسيوية و0.09% من سكان جزر المحيط الهادئ و5.34% من الأعراق الأخرى و3.37% من عرقين مختلطين أو أكثر و18.96% من الهسبانيون أو اللاتينيون من أي عرق.
بلغ عدد الأسر 17,817 أسرة كانت نسبة 45.7% منها لديها أطفال تحت سن الثامنة عشر تعيش معهم، وبلغت نسبة الأزواج القاطنين مع بعضهم البعض 56.6% من أصل المجموع الكلي للأسر، ونسبة 11.7% من الأسر كان لديها معيلات من الإناث دون وجود شريك، بينما كانت نسبة 4.3% من الأسر لديها معيلون من الذكور دون وجود شريكة وكانت نسبة 27.5% من غير العائلات. تألفت نسبة 21.4% من أصل جميع الأسر من عدة أفراد يعيشون في نفس المنزل ونسبة 4.9% كانت تتألف من شخص يعيش بمفرده يبلغ من العمر 65 عاماً أو أكثر. وبلغ متوسط حجم الأسرة المعيشية 2.74، أما متوسط حجم العائلات فبلغ 3.22.
بلغ العمر الوسطي للسكان 33.4 عاماً. وكانت نسبة 30.4% من القاطنين تحت سن الثامنة عشر، وكانت نسبة 7.3% بين الثامنة عشر والرابعة والعشرين عاماً، ونسبة 33.8% كانت واقعةً في الفئة العمرية ما بين الخامسة والعشرين والرابعة والأربعين عاماً، ونسبة 21.8% كانت ما بين الخامسة والأربعين والرابعة والستين، ونسبة 6.7% كانت ضمن فئة الخامسة والستين عاماً فما فوق. وتوزع التركيب الجنسي للسكان بنسبة 48.6% ذكور و51.4% إناث.

## وصلات خارجية
- CedarParkTX. us/ نسخة محفوظة 21 أبريل 2012 على موقع واي باك مشين.
- The US50 - Cities and Towns in Texas State